# Møntmærke
Et møntmærke er et lille mærke eller tegn på mønten, der angiver prægningsstedet.
I Danmark kendes møntmærker allerede fra middelalderen. Fra 1841 var Københavns møntmærke dels et hjerte, dels en kongekrone. Efter 1873 kun et hjerte. Altona i Hertugdømmet Holsten var møntsted 1771-1863, og havde fra 1842 et rigsæble som møntmærke. Kongsberg i Norge, som var i union med Danmark indtil 1814, har været møntsted fra 1686 til den dag i dag, og kendes på sit møntmærke bestående af korslagt hammer og bjergjern.
Den Kgl. Mønts møntmærke havde efter 1863 ikke længere nogen praktisk betydning, idet Riget nu kun havde det ene udmøntningssted i København. Fra 2017 flyttede produktionen af danske mønter til Finland